# 8 Seconds
8 Seconds (br/pt: 8 Segundos) é um filme de drama biográfico estadunidense de 1994, dirigido por John G. Avildsen. Seu título refere-se ao período de tempo em que um peão de rodeio é obrigado a permanecer em um touro para que uma corrida seja pontuada. É estrelado por Luke Perry como Lane Frost e se concentra em sua vida e carreira. Também apresenta Stephen Baldwin como Tuff Hedeman e Red Mitchell como Cody Lambert. Também conta com a participação de Renée Zellweger.
O filme foi concluído e estreou logo após o que seria o 30º aniversário de Frost, no final de 1993.

## Elenco
- Luke Perry como Lane Frost
  - Cameron Finley como Lane Frost, jovem
- Stephen Baldwin como Tuff Hedeman
- Red Mitchell como Cody Lambert
- Cynthia Geary como Kellie Kyle Frost
- James Rebhorn como Clyde Frost
- Carrie Snodgress como Elsie Frost
- Linden Ashby como Martin Hudson
- Renée Zellweger como Buckle Bunny
- George Michael como Ele mesmo
- Brooks & Dunn como Themselves
- Vince Gill como Ele mesmo
- Karla Bonoff como Ela mesma